# Dasychira triphyllobapta
Dasychira triphyllobapta är en fjärilsart som beskrevs av Collenette 1937. Dasychira triphyllobapta ingår i släktet Dasychira och familjen tofsspinnare. Inga underarter finns listade i Catalogue of Life.